# Бурдаковка
Бурдако́вка — деревня в Иркутском районе Иркутской области России. Входит в Ушаковское муниципальное образование. 

## География
Находится на северо-восточном берегу Бурдаковского залива Иркутского водохранилища (правый берег реки Бурдаковки, правого притока Ангары), на Байкальском тракте, в 34 км к юго-востоку от центра города Иркутска, и в 25 км юго-восточнее центра сельского поселения — села Пивовариха. Около деревни находятся 2 залива Ангары: Бурдаговский и Королок.

## Население
| 2002 | 2010 | 2011 | 2012 |
| ---- | ---- | ---- | ---- |
| 258  | ↗410 | ↗413 | ↗419 |

По данным Всероссийской переписи, в 2010 году в деревне проживало 410 человек (210 мужчин и 200 женщин).